# Jang Jae-sung
Jang Jae-sung (in hangŭl: 장재성; Incheon, 15 marzo 1975) è un ex lottatore sudcoreano, specializzato nella lotta libera.

## Palmarès

### Olimpiadi
- 2 medaglie:
  - 1 argento (Atlanta 1996 nei 62 kg)
  - 1 bronzo (Sydney 2000 nei 63 kg)

### Mondiali
- 2 medaglie:
  - 1 argento (Ankara 1999 nei 63 kg)
  - 1 bronzo (Sofia 2001 nei 69 kg)

### Giochi asiatici
- 2 medaglie:
  - 1 oro (Bangkok 1998 nei 63 kg)
  - 1 argento (Hiroshima 1994 nei 62 kg)